# Raouliopsis
Raouliopsis là một chi thực vật có hoa trong họ Cúc (Asteraceae).

## Loài
Chi Raouliopsis gồm các loài: